# Mycosphaerella peregrina
Mycosphaerella peregrina är en svampart som först beskrevs av Mordecai Cubitt Cooke, och fick sitt nu gällande namn av Gustav Lindau 1897. Mycosphaerella peregrina ingår i släktet Mycosphaerella och familjen Mycosphaerellaceae.   Inga underarter finns listade i Catalogue of Life.